# 九龍蟲
九龍蟲（學名：Ulomoides dermestoides），俗稱楊蟲或洋蟲，是一種體型細小的鞘翅目拟步行虫科的物种。原生於亚洲，東亞地區坊間認為此蟲具醫療哮喘、癌症等病的功效而飼養，亦因此而隨同人口遷徙而散佈至全世界。

## 形態描述
表面呈深啡色至黑色。體積如穀牛般細小：長5毫米，寬1.5毫米。
從卵孵化至變態成蟲，需時約6-7週。

## 歷史
如同其他同屬Ulomoides屬的物種，九龍蟲原是一種穀物或穀物製品的害蟲，常見於麵包或相關食物製品。牠主要棲息於草原和沙漠中。在日本及大中華地區民間相信本物種具醫治腰背痛、咳嗽及諸如哮喘等呼吸系統疾病的功效。
這種甲蟲大約在公元2000年時得到國際上的關注，原因是在阿根廷及巴西的居民進口及進食這種昆蟲：他們在家居後院培育，並透過社區網絡分發及宣傳食用這種昆蟲物種的活體，旨在紆緩或治療諸如哮喘、柏金遜症、糖尿病、關節炎、HIV及癌症等多種疾病。 At that time, it was commonly called "the chinese weevil" (or "gorgojo chino"), although it is not related to true 象鼻蟲s.

## 習性
九龍蟲進食的次數很頻密。雖然餵飼牠的食材相對較為矜貴，但卻非常粗生，能在不見天日的密閉空間裡大量繁殖。

## 藥用價值
坊間習慣以各種不同的中藥材，例如：蓮子或淮山來餵飼九龍蟲，並使其排出不同顏色（有白色到咖啡色）的糞便。這些糞便一般沒有臭味，並具藥用價值。只需將其篩成粉末狀，在傷口出血時外敷，具顯著的止血功用。
據文獻估計，每年服用這些九龍蟲或其糞便的民眾達數以千計，而每人又服用數以千計的蟲體。至於這些蟲體的藥效紛紜，但没有人能够证实其疗效。这种甲虫作为防御性化合物而产生的这些化学物质（主要是醌）能够杀死细胞（明显具有细胞毒性），影响健康和癌组织，这种物质的消耗会导致严重的健康并发症，如肺炎，因而禁止作为药物治疗。已发现这种甲虫的稀释提取物具有抗炎性，但在较高剂量时，毒性作用占主导地位。

## 參看
- 楊氏艷迴木蟲
- 《本草纲目拾遗》

## 外部連結
- 《橫頭磡徙置區街坊來聚腳》討論區[永久]